# Le Déluge (Knights)
Pour les articles homonymes, voir Le Déluge.
Le Déluge est un tableau réalisé en 1920 par la peintre britannique Winifred Knights. Cette huile sur toile représente le Déluge, conformément au thème imposé du concours dans le cadre duquel elle est peinte, et que l'artiste est la première femme à remporter. L'œuvre est conservée au sein des collections de la Tate Britain, à Londres.